# 2017-es aleppói öngyilkos autórobbantás
2017. április 15-én egy autóbombát robbantottak fel egy buszkonvoj mellett Szíria Aleppó városának nyugati al-Rashideen körzetében. A buszon az ostromlott, kormánykézen lévő Fua és Kafrija területéről menekült emberek utaztak, akikre a felkelők harcosai ügyeltek. A robbanásban legalább 126-an meghaltak, köztük legalább 80 gyermek.
A buszos evakuálás a szíriai, iráni és katari kormányok által kötött megállapodás alapján jött létre, kivitelezésében pedig a Szíriai Vörös Félhold segített. Az evakuálási megállapodás szerint Fua és Kafrija síita, a kormányt támogató lakosai elhagyhatták a várost, akikre a Hódító Hadsereg vigyázott útközben. Az út végállomása Aleppó lett volna. Ezért cserébe Madaya és Al-Zabadani szunnita többségű, a felkelők pártján álló lakosait Idlib kormányzóságba vitték volna át.

## A robbantás
A támadásra Rashideen kerületben került sor, Aleppó város nyugati külterületein, helyi idő szerint 15:30 körül. Néhány újságíró szerint a bomba egy olyan parkoló autóban robbant fel, melyből burgonyaszirmokat osztogattak, hogy odavonzzák a gyerekeket. Ez az autó közel állt egy olyan buszkonvoj elejéhez, amely sérült menekülteket szállítva megállt egy ellenőrző pontnál. A Bellingcat szerint a szóban forgó autó nem segélyjármű volt, sokkal inkább egy harmadik generációs Hyundai Porter Super Cab, melyen egy "W77" felirat és citromsárga-zöld-piros feliratok voltak.
Az első riportok néhány tucat áldozatról szóltak, de a másnap az SOHR által nyilvánosságra hozott végső szám 126 halottról szólt. A megfigyelők szerint közülük 109-en menekültek voltak, 60-an pedig még csak gyermekek. A többiek a felkelők harcosai és a segélycsoportok munkásaiból kerültek ki, az Ahrar al-Sham felkelői csoport szóvivője viszont azt nyilatkozta, hogy tagjaik közül 30-cal szintén itt végeztek. A Fehér Sisakosok védelmi csoport szerint 55 ember megsérült.
A robbanás következtében több napra felfüggesztették az evakuálást, amit a Rashideen ellenőrző pontnál április 19-én magas biztonsági intézkedések mellett indítottak újra. Három nappal a robbantásokat követően az ENSZ szóvivője azt mondta, „valószínűleg háborús bűncselekmény”, és már vizsgálják ki az az érintett személy, aki a robbanás előtti felvételeken látszik.

## Az elkövető
Nem lehet tudni, ki volt az elkövető. A szíriai állami televízió szerint Fua és Kafrija lakosai a felkelők ostroma idején a kormányt támogatták, és a robbantásokért a felkelők a felelősek. Az Ahrar al-Sham visszautasította a felelősséget, az ellenzékiek pedig arra utaltak, hogy Asszád kormányának támogatói állhattak a támadás hátterében, és ezzel akarták elterelni a figyelmet a Han Sejkún-i vegyi támadásról. Rami Abdulrahman, az SOHR igazgatója egy televíziós interjúban azt mondta, szerinte a bombához a kormánynak nincs köze.

## Reakciók
António Guterres, az ENSZ főtitkára azt kérvényezte, hogy minden érintett fél garantálja az evakuálásra várók biztonságát. Ferenc pápa húsvétvasárnapi üzenetében elítélte a robbantást, mely szerinte „biztonságot kereső menekültek elleni aljas merénylet” volt. Bahram Qassem, az iráni külügyminisztérium szóvivője a támadást "a takfiri terroristák gyalázatos bűncselekménye” volt. A török Külügyminisztérium azt mondta, a támadás „ismét rámutatott arra, hogy meg kell szilárdítani a tűzszüneti megállapodást.”
Robert Fisk, a The Independent újságírója azzal vádolta az Amerikai Egyesült Államok kormányát, hogy kettős mércét alkalmaz a támadással kapcsolatban. Felhívta a figyelmet, hogy miközben a robbantásnál hallatta a hangját, addig az a havi, korábbi Han Sejkún-i vegyi támadásnál hallgatott. Azt írta, „a hétvégi öngyilkos robbantás után […] a Fehér Ház semmit sem szólt, […], mert – és itt jön a lényeg – ők voltak a rossz fajta gyilkosság áldozatai.”

## Fordítás
- Ez a szócikk részben vagy egészben  a(z)   2017 Aleppo suicide car bombing című angol Wikipédia-szócikk ezen változatának fordításán alapul.  Az eredeti cikk szerkesztőit annak laptörténete sorolja fel. Ez a jelzés csupán a megfogalmazás eredetét és a szerzői jogokat jelzi, nem szolgál a cikkben szereplő információk forrásmegjelöléseként.